# Parataygetis albinotata
Parataygetis albinotata är en fjärilsart som beskrevs av Butler 1867. Parataygetis albinotata ingår i släktet Parataygetis och familjen praktfjärilar. Inga underarter finns listade i Catalogue of Life.